# Henry Clifford (2e comte de Cumberland)
Henry Clifford, 2e comte de Cumberland (1517 – janvier 1570) est un aristocrate anglais de la Renaissance, membre de la famille Clifford, de Skipton Castle,,. Sa première femme est Eleanor Brandon, comtesse de Cumberland, nièce du roi Henri VIII.

## Origines
Henry est un fils de Henry Clifford, 1er comte de Cumberland, et de sa femme, Margaret Percy, fille de Henry Percy, 5e comte de Northumberland, et de Catherine Spencer.

## Carrière
En juillet 1561 Henry et Lord Dacre, son beau-père, sont accusés de protéger les prêtres catholiques dans le nord. Une accusation similaire est lancée en février 1562. En 1569, il s'oppose fermement au mariage envisagé entre Marie, reine des Écossais et Thomas Howard, 4e duc de Norfolk, et promet son soutien à la grande rébellion de cette année. En mai 1569, il est à Londres. Il aide ensuite à contenir le soulèvement du Nord en fortifiant le château de Carlisle contre les rebelles. 
Il meurt peu de temps après le 8 janvier 1570, au château de Brougham, et est enterré au château de Skipton.

## Ascendance
Son grand-père maternel est le fils d'Henry Percy, 4e comte de Northumberland et de Maud Herbert. Sa grand-mère maternelle est une fille de Sir Robert Spencer et d'Éléonore Beaufort. Éléonore est une fille d'Edmond Beaufort, 1er duc de Somerset, et d'Éléonore de Beauchamp. Cette dernière est la fille de Richard de Beauchamp, 13e comte de Warwick, tuteur du roi Henri VI d'Angleterre, et Elizabeth Berkeley.

## Mariages et descendance
Henry Clifford est marié deux fois.
Tout d'abord, avant le mois de juin 1537, Henry épouse Eleanor Brandon, comtesse de Cumberland (elle est sa cousine par sa mère), la seconde fille de Charles Brandon, 1er duc de Suffolk), et de sa troisième épouse, Marie Tudor, ancienne reine consort de France. Selon la Troisième Loi sur les Successions du 23 mars 1544, Lady Eleanor Brandon est la septième dans la ligne de succession au trône du Royaume d'Angleterre. Avec sa mort, leur fille, Lady Margaret Clifford, prend sa place dans la ligne de succession. Les dépenses de cette alliance obligèrent Henry à aliéner le grand manoir de Temedbury, Herefordshire, la plus ancienne possession restant alors dans la famille. Eleanor était la plus jeune sœur de Henry Brandon (qui est mort très jeune) et Frances Brandon, et une sœur aînée de Henry Brandon, 1er comte de Lincoln (d'après le nom de leur frère mort). Ses grands-parents paternels sont Sir William Brandon et Elizabeth Bruyn. Ses grands-parents maternels sont le roi Henri VII d'Angleterre et son épouse la reine Élisabeth d'York.
Après sa mort en 1547, Henri se retire sur ses terres et se rendit à la cour seulement trois fois : pour le couronnement de Marie Ire, pour le mariage de sa fille, et peu après pour l'avènement de la reine Élisabeth Ire.
Par sa femme Eleanor Brandon, Henry a trois enfants:
- Margaret Clifford (1540 – 29 septembre 1596), épouse de Henry Stanley, 4e comte de Derby.
- Henry Clifford, mort enfant.
- Charles Clifford, mort enfant.

Henry se remarie à Anne Dacre (c. 1521 – juillet 1581), la fille de William Dacre, 3e baron Dacre, et d'Elizabeth Talbot, fille de George Talbot, 4e comte de Shrewsbury), et Anne Hastings. Anne Hastings, fille de William Hastings et Catherine Neville. Catherine Neville est une fille de Richard Neville, 5e comte de Salisbury, et d'Alice Montagu.
Par Anne Dacre, Henry a au moins trois enfants :
- George Clifford, 3e comte de Cumberland (8 août 1558 – 30 octobre 1605)
- Francis Clifford, 4e comte de Cumberland (1559-1641)
- Lady Frances Clifford (d. 1592), épouse de Philippe Wharton, 3e baron Wharton.